# Sigmistes smithi
Sigmistes smithi är en fiskart som beskrevs av Schultz, 1938. Sigmistes smithi ingår i släktet Sigmistes och familjen simpor. Inga underarter finns listade i Catalogue of Life.